# Бурбах, Давид Вильгельмович
Давид Вильгельмович Бурбах (1926 год, с. Романовка — 1984 год, Жангызкудук, Целиноградский район, Целиноградская область, Казахская ССР, СССР) — организатор сельскохозяйственного производства, директор совхоза «Красноярский» Целиноградского района Целиноградской области, Казахская ССР. Герой Социалистического Труда (1981).

## Биография
В 1944 году начал свою трудовую деятельность бухгалтером на комбинате промышленного оборудования Семёновского района, потом работал бухгалтером в колхозе имени Калинина Акмолинской области. С 1947 года был заведующим МТС и заместителем председателя колхоза. С 1955 по 1961 год председатель колхоза имени Ленина. В 1961 году назначен директором совхоза «Красноярский» Целиноградского района.
В 1981 году был удостоен звания Героя Социалистического Труда «за выдающиеся успехи, достигнутые в выполнении планов и социалистических обязательств по продаже государству в 1980 году миллиарда пудов зерна и перевыполнении планов десятой пятилетки по производству и закупкам хлеба и других сельскохозяйственных продуктов».
Скончался 11 ноября 1984 года. Похоронен на кладбище села Жангызкудук.

## Награды
- Герой Социалистического Труда — указом Президиума Верховного Совета СССР от 19 февраля 1981 года
- 2 ордена Ленина
- 2 ордена Трудового Красного Знамени[2]